# Roger Bacon

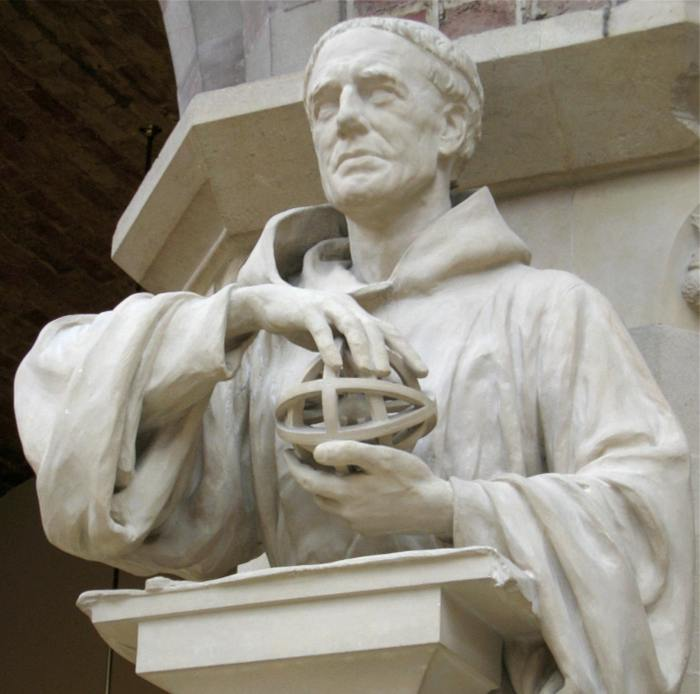
Tượng của Roger Bacon ở Bảo tàng Đại học Oxford

Roger Bacon, O.M. (1214–1294), cũng gọi là Doctor Mirabilis (tiếng Latin: "thầy giáo tuyệt vời"), là một trong những thầy dòng Franciscan nổi tiếng vào thời của ông. Ông là một triết gia người Anh đã nhấn mạnh tầm quan trọng đáng kể vào chủ nghĩa kinh nghiệm, ông là một trong những người châu Âu đầu tiên ủng hộ phương pháp khoa học hiện đại. 

## Tiểu sử
Năm 1277, Roger Bacon bị bỏ tù. Đến năm 1292, ông được thả ra.

## Sự nghiệp

### Khoa học
Roger Bacon chính là người đã khai sinh ra thuật ngữ khoa học kinh nghiệm. Ông là một trong những người đặt nền mỏng cho sự phát triển của khoa học thực nghiệm thời kỳ mới. Các tư tưởng triết học của Roger Bacon gắn liền với những phát minh mang tính khoa học của ông. Trong khoa học thực nghiệm và khoa học logic, ông là người tiến trước thời đại. Vì vậy, ông được gọi là nhà tiên tri của khoa học thực nghiệm thời kỳ cận đại.
Roger Bacon là một con người say mê với khoa học. Ông dành nhiều thời gian cho xây dựng, chăn nuôi,... Ông đánh giá cao vai trò của toán học, vật lý,... Đối với ông, đó là những thứ khoa học giúp con người khám phá tự nhiên. Ông đã viết những lời có cánh này cho toán họcː
| “ | Nếu chúng ta muốn đo tới tính xác thực hiển nhiên và chân lý vô điều kiện trong các khoa học khác, cần phải lấy căn cứ của mọi tri thức từ toán học | ” |

Tuy nhiên, Bacon cũng không từ bỏ thói quen của nhiều người trước và đương thời với ông. Ông hứng thú với thuật luyện đan, quan tâm đến chiêm tinh học và ma thuật. Ấy thế nhưng, nhờ những môn khoa học mang tính thần bí đó, ông đã rút ra nhiều nhận định hợp lý. Ông cho rằng có thể bắt chước tự nhiên, điều chế ra các kim loại từ thủy ngân và lưu huỳnh. Nhiều mơ ước của đã trở thành sự thật như con thuyền không người chèo, xe chạy với tốc độ không tưởng mà không cần kéo, máy bay có cánh như chim và bay được như chim.

### Triết học

#### Chống lại chủ nghĩa kinh viện[4]
Xét trong hoàn cảnh lịch sử đương thời, Roger Bacon giữ vai trò quan trọng trong cuộc đấu tranh chống lại chủ nghĩa kinh viện. Đối với Bacon, triết học kinh viện là thứ triết học chỉ có mục đích duy nhất là bảo vệ niềm tin tôn giáo nên không thể là một triết thuyết hữu ích cho đời sống thực của con người. Thứ triết học đó hoàn hảo bao nhiêu, cái tỷ lệ nghịch giữa nó với sự chân thực của cuộc sống rõ ràng bấy nhiêu. Bacon bày tỏː
| “ | Chúa, thiên thần, cuộc sống dưới âm phủ và các thiên thể khó đạt tới đối với sự hiểu biết của con người, chúng càng tuyệt vời thì chúng ta càng biết tí về chúng | ” |

#### Siêu hình học[4]
Roger Bacon đã đưa ra một quan niệm mới khi đi nghiên cứu siêu hình học. Siêu hình học là khoa học lý luận chung có chức năng giải thích mối quan hệ giữa các khoa học bộ phận để đem lại cho các khoa học đó những quan điểm mang tính chất nền tảng cơ bản nhất và bản thân siêu hình học lại được kiến thiết trên thành quả của các khoa học bộ phận. Từ đó, Roger Bacon đã thấy mối quan hệ biện chứng giữa các khoa học cụ thể với triết học (ở đây được gọi là siêu hình học) được hiểu như mối quan hệ giữa cái chung và cái riêng. 

#### Lý luận về nhận thức[5]
Giống như các vị tiền bối, Bacon chưa thể nào thoát khỏi tầm ảnh hưởng của hai nhà triết học vĩ đạiː Platon và Augustin thành Hippo, đặc biệt là trong khi đưa ra quan điểm về nhận thức. Ở ông là một sự dung hợp giữa khoa học và thần học. Một ví dụ tiêu biểu cho thấy tính chất đó là Bacon cho rằng tư tưởng rõ ràng là nhờ xuất phát từ sự mẫu mực của Thượng đế về "lý trí hoạt động thực tiễn".
Tuy nhiên, tư tưởng về nhận thức của Bacon đã có điểm chú ý ở chỗ ông bày tỏ quan điểm không đồng ý với sức mạnh của Chúa đối với nhận thức của con người, không đồng ý với lý luận của tôn giáo cầm quyền (đây chính là điều đã khiến Bacon phải chịu số phận ngục tù). Ông đã đưa ra 4 trở ngại đối với nhận thức của con ngườiː
- Sự sùng bái mù quáng trước những thứ không có cơ sở và không xứng đáng được như vậy như Giáo phụ, Kinh thánh. Ông gọi những thứ đó là "những tấm gương của uy quyền thấp kém".
- "Tính bất biến của thói quen lâu đời" đối với những quan niệm rõ ràng làm cằn cỗi sự sáng tạo của con người.
- "Ý kiến của đám đông ngu dốt".
- "Che đậy sự dốt nát dưới vỏ bọc của sự thông thái".

Theo Roger Bacon, nguồn gốc của nhận thức là uy tín, lý trí và kinh nghiệm. 
| “             | Sự trình bày phải rõ ràng. Sự rõ ràng không thể thiếu kinh nghiệm. Chúng ta có trong tay ba phương tiện nhận thức là uy tín, lý trí và kinh nghiệm. Uy tín chẳng có ý nghĩa gì nếu tính xác đáng của nó không thể chứng minh được. Uy tín không dạy mà chỉ đòi hỏi sự nhất trí khi lý trí chúng ta phân biệt luận cứ đúng với luận cứ sai để kiểm tra, kết luận bằng kinh nghiệm | ” |
| — Roger Bacon | |   |

Bởi thế mà vai trò của uy tín và lý trí đều phụ thuộc vào kinh nghiệm. Kinh nghiệm là tiêu chuẩn của chân lý là tòa án cuối cùng để thẩm định tri thức.
| “ | Luận cứ là chưa đủ, cần phải có kinh nghiệm. Nếu như ai đó chưa từng chứng minh bằng mọi luận cứ rằng lửa đốt cháy và phá hủy mọi vật thì tâm hồn người đó vẫn chưa được thanh thản, người đó vẫn chưa né tránh lửa cho tới khi bản thân mình chưa đưa tay vào để kiểm tra bằng kinh nghiệm, cái mà luận cứ dạy | ” |

Không chỉ đề cao vai trò của kinh nghiệm trong việc nhận thức, Roger Bacon nhận thấy sự quan trọng của phương pháp. Theo ông, phương pháp đó là con đường tốt nhất để đạt tới chân lý. Nếu thiếu phương pháp thì sự hiểu biết của con người chỉ dừng lại ở những biểu hiện bên ngoài mà thôi. 
| “             | Đa số các nhà khoa học ngày nay không biết tới những bí ẩn quan trọng nhất của sự thông thái do thiếu phương pháp đúng đắn | ” |
| — Roger Bacon | |   |

### Quan điểm vềxã hội[6]
Ông là con người tiến bộ của tầng lớp thị dân. Ông đã dũng cảm tiến công vào quyền uy của giáo hội và tầng lớp tăng lữ quý tộc, lên án chế độ áp bức phong kiến và sự xấu xa tàn bạo của giới quý tộc, bênh vực quyền lợi của công dân. 
| “ | Bọn công tước, nam tước và bọn hiệp sĩ là những kẻ cướp bóc lẫn nhau, hủy hoại những thần dân của mình bằng những cuộc chiến tranh bất tận và thuế khóa nặng nề. Và tất cả mọi cái hàng ngày vẫn được xem là linh thiêng, trân trọng, bất khả xâm phạm - chẳng qua là do giáo hội cố tình tô son, trát phấn tạo nên. Còn thực chất đây chỉ là một xã hội mà "những sự đồi trụy nhất đã thống trị ở mọi nơi. Ngôi linh thiêng đã trở thành chiến lơi phẩm của sự lừa dối | ” |

Tuy nhiên, cần lưu ý là ông không chống tôn giáo nói chung.

## Ảnh hưởng
Roger Bacon đã đặt tiền cho sự phát triển của khoa học và triết học cho các thời kỳ sau, nhất là phong trào Phục hưng.

## Tác phẩm[1]
- Về sự kéo dài sự sống của con người
- Chỉ dẫn để nghiên cứu thần học
- Tiểu tác phẩm ca ngợi toán học
- Về cầu vồng
- Triển vọng
- Về các sai lầm của bác sĩ

## Danh ngôn
| “ | Khi sự dốt nát còn kéo dài thì con người không thể tìm ra được phương tiện chống lại cái ác | ” |